# Out (film, 1957)
Pour les articles homonymes, voir Out (homonymie).
Pour plus de détails, voir Fiche technique et Distribution.
Out est un film américain réalisé par Lionel Rogosin, sorti en 1957.

## Synopsis
À la suite de l'insurrection de Budapest de 1956, des Hongrois fuient le pays et se réfugient à l'étranger.

## Fiche technique
- Titre : Out
- Réalisation : Lionel Rogosin
- Scénario : John Hersey
- Pays d'origine : États-Unis
- Format : Noir et blanc - 35 mm - 1,37:1
- Genre : court métrage documentaire
- Durée : 25 minutes
- Date de sortie : 1957